# لسینینا
لسینینا (به اسپانیایی: Leciñena) یک دهستان در اسپانیا است که در استان ساراگوسا واقع شده‌است. لسینینا ۱۴۰ کیلومتر مربع مساحت و ۱٬۲۸۰ نفر جمعیت دارد و ۴۱۵ متر بالاتر از سطح دریا واقع شده‌است.